# Bianca Borowski
Bianca Borowski (* 1978 in Eckernförde) ist eine deutsche Umweltwissenschaftlerin und Autorin von Pixi-Büchern.
Borowski studierte an der Universität Lüneburg Umweltwissenschaften mit dem Schwerpunkt Naturschutz und Umweltkommunikation. 2006 erhielt sie für ihre Diplomarbeit Die Bedeutung der Dimension Zeit für eine nachhaltige Viehwirtschaft den Kapp-Forschungspreis für Ökologische Ökonomie als Sonderpreis der Selbach-Umwelt-Stiftung.
Sie veröffentlichte u. a. bei der Bundeszentrale für politische Bildung. Ihre Kindersachbücher zum Thema Umwelt und Natur wurden übersetzt ins Polnische, Ungarische und Indonesische.
Sie hat zwei Kinder, Yolanda Kleo Argyropoulos (väterlich getauft) und Benjamin Ilias Argyropoulos.

## Publikationen

### Bücher
- Diplomarbeit Die Bedeutung der Dimension Zeit für eine nachhaltige Viehwirtschaft: Konzepte, Praxiserfahrungen und Perspektiven. Lüneburg 2005, 202 Seiten. (Kapp-Forschungspreis für Ökologische Ökonomie im Fach Umweltwissenschaften 2006)[2]
- Schwein gehabt: Ein Leben vor dem Tod. oekom verlag, München 2007, ISBN 978-3-86581-077-9, 120 Seiten.

### Aufsätze
- 2007: Landwirtschaft in Rumänien – Chancen durch Ökolandbau? erschienen in der Zeitschrift Ländlicher Raum, S. 30–34,  (mit Stefan Simon)[3]
- 2009: Ökologische Landwirtschaft – für noch grünere Äcker.[1]
- 2009: Europäische Studie zeigt höheren Nährwert ökologischer Lebensmittel. Food-Monitor[4]

### Kindersachbücher
- Greifvögel / einfach gut erkl. Mit Bildern von Jochen Windecker, Pixi-Wissen; Bd. 5, Carlsen-Verlag, 2008, ISBN 978-3-551-24055-2.
- Tiefsee / einfach gut erkl. Mit Bildern von Andreas Röckener, Pixi-Wissen; Bd. 12, Carlsen-Verlag, 2008, ISBN 978-3-551-24062-0 (Indonesisch als Laut dalam. DAR! Mizan, Bandung 2010, ISBN 978-979-066-301-5)
- Tierrekorde / einfach gut erkl. Mit Bildern von Dorothea Tust, Pixi-Wissen; Bd. 7, Carlsen-Verlag, 2008, ISBN 978-3-551-24057-6 (Ungarisch als Állatrekordok. Nicam, Budapest 2011, ISBN 978-963-89259-2-3)
- Klima und Klimawandel / einfach gut erkl. Mit Bildern von Jochen Windecker, Pixi-Wissen; Bd. 16, Carlsen-Verlag, 2008, ISBN 978-3-551-24066-8 (Indonesisch als Iklim dan perubahan iklim. DAR! Mizan, Bandung 2010, ISBN 978-979-066-304-6)
- Das Wetter / einfach gut erkl. Mit Bildern von Jochen Windecker, Pixi-Wissen; Bd. 22, Carlsen-Verlag, 2009, ISBN 978-3-551-24072-9 (Indonesisch als Cuaca. DAR! Mizan, Bandung 2010, ISBN 978-979-066-295-7)
- Reiten / einfach gut erkl. Mit Bildern von Sigrid Leberer, Pixi-Wissen; Bd. 20, Carlsen-Verlag, 2009, ISBN 978-3-551-24070-5 (Ungarisch als Lovaglás. Nicam, Budapest 2011, ISBN 978-963-89258-3-1, Polnisch als Jazka konna. Poznań: Media Rodzina 2011, ISBN 978-83-7278-533-6)
- Der Wald / einfach gut erkl. Mit Bildern von Jochen Windecker,  Pixi-Wissen; Bd. 36, Carlsen-Verlag, 2010, ISBN 978-3-551-24086-6.
- Judiths erste Reiterrallye: eine Geschichte. Auf die Plätze! Fertig! Los! Pixi-Bücher; Nr. 1148 Weltbild, Augsburg 2011, ISBN 3-551-05734-6.
- Manege frei für Judith. (Polnisch als Julia w stadninie koni. Media Rodzina, Poznań 2011, ISBN 978-83-7278-548-0)
- Reiterhof / einfach gut erkl. Mit Bildern von Astrid Vohwinkel, Pixi-Wissen; Bd. 47, Carlsen-Verlag, 2012, ISBN 978-3-551-24097-2.